# 보문산로
보문산로(寶文山路)는 대전광역시 서구 복수동 불티다리에서 중구 문화동까지 이어지는 도로로, 보문산 밑을 지난다. 도로 폭은 불티다리에서 문화로 전까지는 왕복 4차로이며 보성네거리까지는 왕복 6차로, 대사네거리까지 다시 왕복 4차로이다. 한밭도서관 인근을 지나는 도로라 하여 한밭도서관길이라 하였다가, 보문산로로 바꾸었다.

## 경유지
불티다리 - 산성네거리 - 보성네거리 - 한밭도서관 - 대사네거리